# Zuriko Davitashvili
Zuriko Davitashvili (in georgiano ზურაბ დავითაშვილი?; Tbilisi, 15 febbraio 2001) è un calciatore georgiano, centrocampista del Saint-Étienne e della nazionale georgiana.

## Biografia
Suo padre Suliko era anch'egli calciatore.

## Caratteristiche tecniche
È un esterno offensivo che può svariare su tutto il fronte d'attacco e può essere impiegato anche nel ruolo di trequartista. Spicca per velocità, dribbling e tiro in porta.
Nel 2018 è stato inserito nella lista dei 60 migliori talenti nati nel 2001 stilata da The Guardian.

## Carriera

### Club
Cresciuto nel settore giovanile della Dinamo Tbilisi, ha esordito in prima squadra il 29 settembre 2017 disputando l'incontro di campionato pareggiato 1-1 contro il K'olkheti-1913 Poti. Il 9 gennaio 2018 è stato acquistato dal Lok’omot’ivi Tbilisi, con cui ha totalizzato 29 presenze e 3 reti in un anno e mezzo.
Il 29 giugno 2019 ha firmato per i russi del Rubin, siglando un accordo di tre anni. Ha debuttato in Prem'er-Liga il 15 luglio seguente giocando da titolare il match pareggiato per 1-1 contro la Lokomotiv Mosca. Nel 2020-2021 ha vestito la maglia del Rotor, cui è stato ceduto in prestito. Il 20 luglio 2021 è stato ceduto all'Arsenal Tula, con cui ha giocato per una stagione.
Il 13 aprile 2022 ha fatto ritorno in patria per vestire la maglia della Dinamo Batumi. Ha segnato suo primo gol con la squadra nei turni di qualificazione di UEFA Champions League, nella sconfitta per 1-2 contro lo Slovan Bratislava e ha realizzato in totale 7 gol con il club di Batumi.
Il 30 agosto 2022 è passato al Bordeaux in prestito con diritto di riscatto. Dopo un'ottima stagione impreziosita da 6 gol e 3 assist tra Ligue 2 e Coppa di Francia è stato riscattato dal club francese e ha firma un contratto valido sino al 2027. La stagione 2023-2024 lo ha visto migliorare ulteriormente le sue prestazioni, con 8 gol e 8 assist in 37 presenze in Ligue 2.
Rimasto svincolato a causa del fallimento del Bordeaux, l'11 luglio 2024 viene ingaggiato dai francesi del Saint-Étienne, neopromosso in Ligue 1.

### Nazionale
Prima del 2016 ha militato nella nazionale georgiana Under-17 e dopo il 2017 nella nazionale georgiana Under-19.
Il 5 settembre 2019 ha esordito nella nazionale maggiore georgiana nell'amichevole contro la Corea del Sud, venendo schierato dall'inizio dell'incontro. L'8 settembre 2021 ha segnato il suo primo gol in nazionale, nell'amichevole contro la Bulgaria.
Con la nazionale georgiana Under-21 ha partecipato al campionato europeo di categoria del 2023, di cui la Georgia era uno dei paesi ospitanti, ed è andato in gol nella sfida pareggiata per 1-1 contro i Paesi Bassi, vincendo anche il premio di uomo partita.
Con la nazionale maggiore ha partecipato al campionato d'Europa 2024.

## Statistiche

### Presenze e reti nei club
Statistiche aggiornate al 8 dicembre 2024.
| Stagione                  | Squadra                   | Campionato                | Campionato | Campionato | Coppe nazionali | Coppe nazionali | Coppe nazionali | Coppe continentali | Coppe continentali | Coppe continentali | Altre coppe | Altre coppe | Altre coppe | Totale | Totale | Totale |
| Stagione                  | Squadra                   | Comp                      | Pres       | Reti       | Comp            | Pres            | Reti            | Comp               | Pres               | Reti               | Comp        | Pres        | Reti        | Pres   | Reti   |        |
| ------------------------- | ------------------------- | ------------------------- | ---------- | ---------- | --------------- | --------------- | --------------- | ------------------ | ------------------ | ------------------ | ----------- | ----------- | ----------- | ------ | ------ | ------ |
| 2017                      | Dinamo Tbilisi            | EL                        | 6          | 0          | CG              | -               | -               |                    | -                  | -                  |             | -           | -           | 6      | 0      |        |
| 2018                      | Lok’omot’ivi Tbilisi      | EL                        | 19         | 3          |                 | -               | -               |                    | -                  | -                  |             | -           | -           | 19     | 3      |        |
| 2019                      | Lok’omot’ivi Tbilisi      | EL                        | 10         | 0          | CG              | -               | -               |                    | -                  | -                  |             | -           | -           | 10     | 0      |        |
| Totale Lokomotivi Tbilisi | Totale Lokomotivi Tbilisi | Totale Lokomotivi Tbilisi | 29         | 3          |                 | -               | -               |                    | -                  | -                  |             | -           | -           | 29     | 3      |        |
| 2019-2020                 | Rubin                     | PL                        | 26         | 2          | CR              | -               | -               |                    | -                  | -                  |             | -           | -           | 26     | 2      |        |
| giu.-ago. 2020            | Rubin                     | PL                        | 2          | 0          |                 | -               | -               |                    | -                  | -                  |             | -           | -           | 2      | 0      |        |
| Totale Rubin Kazan        | Totale Rubin Kazan        | Totale Rubin Kazan        | 28         | 2          |                 | -               | -               |                    | -                  | -                  |             | -           | -           | 28     | 2      |        |
| sett. 2020-giu. 2021      | Rotor                     | PL                        | 20         | 0          | CR              | -               | -               |                    | -                  | -                  |             | -           | -           | 20     | 0      |        |
| giu. 2021-apr. 2022       | Arsenal Tula              | PL                        | 20         | 3          | CR              | 3               | 1               |                    | -                  | -                  |             | -           | -           | 23     | 4      |        |
| apr.-ago. 2022            | Dinamo Batumi             | EL                        | 14         | 6          |                 | -               | -               | UCL+UECL           | 2+2                | 1+0                |             | -           | -           | 18     | 7      |        |
| ago. 2022-giu. 2023       | Bordeaux                  | L2                        | 30         | 5          | CF              | 2               | 1               |                    | -                  | -                  |             | -           | -           | 32     | 6      |        |
| 2023-2024                 | Bordeaux                  | L2                        | 37         | 8          | CF              | 2               | 0               |                    | -                  | -                  |             | -           | -           | 39     | 8      |        |
| Totale Bordeaux           | Totale Bordeaux           | Totale Bordeaux           | 67         | 13         |                 | 4               | 1               |                    | -                  | -                  |             | -           | -           | 71     | 14     |        |
| 2024-2025                 | Saint-Étienne             | L1                        | 31         | 9          | CF              | 0               | 0               |                    | -                  | -                  |             | -           | -           | 31     | 9      |        |
| Totale carriera           | Totale carriera           | Totale carriera           | 214        | 37         |                 | 7               | 2               |                    | 4                  | 1                  |             | -           | -           | 225    | 40     |        |

### Cronologia presenze e reti in nazionale
| Cronologia completa delle presenze e delle reti in nazionale ― Georgia | Cronologia completa delle presenze e delle reti in nazionale ― Georgia | Cronologia completa delle presenze e delle reti in nazionale ― Georgia | Cronologia completa delle presenze e delle reti in nazionale ― Georgia | Cronologia completa delle presenze e delle reti in nazionale ― Georgia | Cronologia completa delle presenze e delle reti in nazionale ― Georgia | Cronologia completa delle presenze e delle reti in nazionale ― Georgia | Cronologia completa delle presenze e delle reti in nazionale ― Georgia |
| Data                                                                   | Città                                                                  | In casa                                                                | Risultato                                                              | Ospiti                                                                 | Competizione                                                           | Reti                                                                   | Note                                                                   |
| ---------------------------------------------------------------------- | ---------------------------------------------------------------------- | ---------------------------------------------------------------------- | ---------------------------------------------------------------------- | ---------------------------------------------------------------------- | ---------------------------------------------------------------------- | ---------------------------------------------------------------------- | ---------------------------------------------------------------------- |
| 5-9-2019                                                               | Istanbul                                                               | Georgia                                                                | 2 – 2                                                                  | Corea del Sud                                                          | Amichevole                                                             | -                                                                      | 73’                                                                    |
| 15-11-2019                                                             | San Gallo                                                              | Svizzera                                                               | 1 – 0                                                                  | Georgia                                                                | Qual. Euro 2020                                                        | -                                                                      | 85’                                                                    |
| 8-9-2020                                                               | Tbilisi                                                                | Georgia                                                                | 1 – 1                                                                  | Macedonia del Nord                                                     | UEFA Nations League 2020-2021 - 1º turno                               | -                                                                      |                                                                        |
| 12-11-2020                                                             | Tbilisi                                                                | Georgia                                                                | 0 – 1                                                                  | Macedonia del Nord                                                     | Qual. Euro 2020                                                        | -                                                                      | 90’                                                                    |
| 15-11-2020                                                             | Tbilisi                                                                | Georgia                                                                | 1 – 2                                                                  | Armenia                                                                | UEFA Nations League 2020-2021 - 1º turno                               | -                                                                      | 56’                                                                    |
| 18-11-2020                                                             | Tbilisi                                                                | Georgia                                                                | 0 – 0                                                                  | Estonia                                                                | UEFA Nations League 2020-2021 - 1º turno                               | -                                                                      | 66’                                                                    |
| 6-6-2021                                                               | Enschede                                                               | Paesi Bassi                                                            | 3 – 0                                                                  | Georgia                                                                | Amichevole                                                             | -                                                                      | 45’                                                                    |
| 2-9-2021                                                               | Tbilisi                                                                | Georgia                                                                | 0 – 1                                                                  | Kosovo                                                                 | Qual. Mondiali 2022                                                    | -                                                                      | 77’                                                                    |
| 5-9-2021                                                               | Badajoz                                                                | Spagna                                                                 | 4 – 0                                                                  | Georgia                                                                | Qual. Mondiali 2022                                                    | -                                                                      | 69’                                                                    |
| 8-9-2021                                                               | Sofia                                                                  | Bulgaria                                                               | 4 – 1                                                                  | Georgia                                                                | Amichevole                                                             | 1                                                                      | 59’                                                                    |
| 9-10-2021                                                              | Batumi                                                                 | Georgia                                                                | 0 – 2                                                                  | Grecia                                                                 | Qual. Mondiali 2022                                                    | -                                                                      | 90’                                                                    |
| 12-10-2021                                                             | Pristina                                                               | Kosovo                                                                 | 1 – 2                                                                  | Georgia                                                                | Qual. Mondiali 2022                                                    | 1                                                                      | 72’                                                                    |
| 11-11-2021                                                             | Batumi                                                                 | Georgia                                                                | 2 – 0                                                                  | Svezia                                                                 | Qual. Mondiali 2022                                                    | -                                                                      | 70’                                                                    |
| 15-11-2021                                                             | Gori                                                                   | Georgia                                                                | 1 – 0                                                                  | Uzbekistan                                                             | Amichevole                                                             | -                                                                      | 61’                                                                    |
| 25-3-2022                                                              | Zenica                                                                 | Bosnia ed Erzegovina                                                   | 0 – 1                                                                  | Georgia                                                                | Amichevole                                                             | -                                                                      | 57’ 75’                                                                |
| 29-3-2022                                                              | Tirana                                                                 | Albania                                                                | 0 – 0                                                                  | Georgia                                                                | Amichevole                                                             | -                                                                      | 75’                                                                    |
| 5-6-2022                                                               | Razgrad                                                                | Bulgaria                                                               | 2 – 5                                                                  | Georgia                                                                | UEFA Nations League 2022-2023 - 1º turno                               | 1                                                                      | 74’                                                                    |
| 9-6-2022                                                               | Skopje                                                                 | Macedonia del Nord                                                     | 0 – 3                                                                  | Georgia                                                                | UEFA Nations League 2022-2023 - 1º turno                               | -                                                                      | 71’                                                                    |
| 12-6-2022                                                              | Tbilisi                                                                | Georgia                                                                | 0 – 0                                                                  | Bulgaria                                                               | UEFA Nations League 2022-2023 - 1º turno                               | -                                                                      | 63’ 67’                                                                |
| 23-9-2022                                                              | Tbilisi                                                                | Georgia                                                                | 2 – 0                                                                  | Macedonia del Nord                                                     | UEFA Nations League 2022-2023 - 1º turno                               | -                                                                      | 78’                                                                    |
| 26-9-2022                                                              | Gibilterra                                                             | Gibilterra                                                             | 1 – 2                                                                  | Georgia                                                                | UEFA Nations League 2022-2023 - 1º turno                               | -                                                                      | 61’ 70’                                                                |
| 17-11-2022                                                             | Sharja                                                                 | Marocco                                                                | 3 – 0                                                                  | Georgia                                                                | Amichevole                                                             | -                                                                      | 62’                                                                    |
| 25-3-2023                                                              | Batumi                                                                 | Georgia                                                                | 6 – 1                                                                  | Mongolia                                                               | Amichevole                                                             | -                                                                      | 64’                                                                    |
| 28-3-2023                                                              | Batumi                                                                 | Georgia                                                                | 1 – 1                                                                  | Norvegia                                                               | Qual. Euro 2024                                                        | -                                                                      | 59’                                                                    |
| 17-6-2023                                                              | Nicosia                                                                | Cipro                                                                  | 1 – 2                                                                  | Georgia                                                                | Qual. Euro 2024                                                        | 1                                                                      | 74’                                                                    |
| 20-6-2023                                                              | Glasgow                                                                | Scozia                                                                 | 2 – 0                                                                  | Georgia                                                                | Qual. Euro 2024                                                        | -                                                                      | 64’                                                                    |
| 8-9-2023                                                               | Tbilisi                                                                | Georgia                                                                | 1 – 7                                                                  | Spagna                                                                 | Qual. Euro 2024                                                        | -                                                                      | 46’                                                                    |
| 12-9-2023                                                              | Oslo                                                                   | Norvegia                                                               | 2 – 1                                                                  | Georgia                                                                | Qual. Euro 2024                                                        | -                                                                      | 64’ 67’                                                                |
| 12-10-2023                                                             | Tbilisi                                                                | Georgia                                                                | 8 – 0                                                                  | Thailandia                                                             | Amichevole                                                             | 2                                                                      | 46’                                                                    |
| 15-10-2023                                                             | Tbilisi                                                                | Georgia                                                                | 4 – 0                                                                  | Cipro                                                                  | Qual. Euro 2024                                                        | -                                                                      | 71’                                                                    |
| 16-11-2023                                                             | Tbilisi                                                                | Georgia                                                                | 2 – 2                                                                  | Scozia                                                                 | Qual. Euro 2024                                                        | -                                                                      | 79’                                                                    |
| 19-11-2023                                                             | Valladolid                                                             | Spagna                                                                 | 3 – 1                                                                  | Georgia                                                                | Qual. Euro 2024                                                        | -                                                                      | 60’                                                                    |
| 21-3-2024                                                              | Tbilisi                                                                | Georgia                                                                | 2 – 0                                                                  | Lussemburgo                                                            | Qual. Euro 2024                                                        | -                                                                      | 77’                                                                    |
| 26-3-2024                                                              | Tbilisi                                                                | Georgia                                                                | 0 – 0 dts (4 – 2 dtr)                                                  | Grecia                                                                 | Qual. Euro 2024                                                        | -                                                                      | 104’                                                                   |
| 9-6-2024                                                               | Podgorica                                                              | Montenegro                                                             | 1 – 3                                                                  | Georgia                                                                | Amichevole                                                             | -                                                                      | 80’                                                                    |
| 18-6-2024                                                              | Dortmund                                                               | Turchia                                                                | 3 – 1                                                                  | Georgia                                                                | Euro 2024 - 1º turno                                                   | -                                                                      | 74’                                                                    |
| 22-6-2024                                                              | Amburgo                                                                | Georgia                                                                | 1 – 1                                                                  | Rep. Ceca                                                              | Euro 2024 - 1º turno                                                   | -                                                                      | 62’                                                                    |
| 26-6-2024                                                              | Gelsenkirchen                                                          | Georgia                                                                | 2 – 0                                                                  | Portogallo                                                             | Euro 2024 - 1º turno                                                   | -                                                                      | 81’                                                                    |
| 30-6-2024                                                              | Colonia                                                                | Spagna                                                                 | 4 – 1                                                                  | Georgia                                                                | Euro 2024 - Ottavi di finale                                           | -                                                                      | 63’ 71’                                                                |
| 7-9-2024                                                               | Tbilisi                                                                | Georgia                                                                | 4 – 1                                                                  | Rep. Ceca                                                              | UEFA Nations League 2024-2025 - 1º turno                               | -                                                                      | 75’                                                                    |
| 10-9-2024                                                              | Tirana                                                                 | Albania                                                                | 0 – 1                                                                  | Georgia                                                                | UEFA Nations League 2024-2025 - 1º turno                               | -                                                                      | 75’                                                                    |
| 11-10-2024                                                             | Poznań                                                                 | Ucraina                                                                | 1 – 0                                                                  | Georgia                                                                | UEFA Nations League 2024-2025 - 1º turno                               | -                                                                      | 71’                                                                    |
| 14-10-2024                                                             | Tbilisi                                                                | Georgia                                                                | 0 – 1                                                                  | Albania                                                                | UEFA Nations League 2024-2025 - 1º turno                               | -                                                                      | 90+5’                                                                  |
| 16-11-2024                                                             | Batumi                                                                 | Georgia                                                                | 1 – 1                                                                  | Ucraina                                                                | UEFA Nations League 2024-2025 - 1º turno                               | -                                                                      | 46’                                                                    |
| 19-11-2024                                                             | Olomouc                                                                | Rep. Ceca                                                              | 2 – 1                                                                  | Georgia                                                                | UEFA Nations League 2024-2025 - 1º turno                               | -                                                                      | 36’                                                                    |
| 20-3-2025                                                              | Erevan                                                                 | Armenia                                                                | 0 – 3                                                                  | Georgia                                                                | UEFA Nations League 2024-2025 - Play-off                               | -                                                                      |                                                                        |
| Totale                                                                 |                                                                        | Presenze                                                               | 46                                                                     |                                                                        | Reti                                                                   | 6                                                                      |                                                                        |